# Nammá
En la mitología judía y babilonia, Nammah,  Naamá, Naamah, Nhama, Naamáh, Na' Ammah o Nahemah ("agradable", "encantadora" o "complaciente"), fue un demonio o una corrompedora de los  ángeles caídos, que se describe como un súcubo. 
Generalmente se suele confundir con Naamá, la hija de Lamec; y en el Siglo Xl, Rashi, mencionó a Nammah como esposa de Noé; pero ello puede haberse también originado por una asociación por alcance de nombre.
También es mencionada en el Zohar (libro más importante de la Kabbalah), como uno de los cuatro ángeles de las prostitutas o de la prostitución (junto con Lilith, Agrat bat Mahlat y Eisheth Zenunim).
A veces es mencionada igualmente como madre de Asmodai (íncubo consorte de la hija de Lilith y Samael y padre de Merlín). Los eruditos convienen en que su nombre se refiere a su propia naturaleza (complaciente de los dioses). El nombre Nammah aparece en la Biblia, en el Génesis 4:22.
Se dice que era un súcubo, y al igual que Lilith había tenido relaciones sexuales con Adán, incluso que fue su esposa después de Lilith pero antes de Eva.
Según la tradición, Naamá y Lilith vivieron en la costa del Mar Rojo, donde marcharon tras abandonar el Edén. Naamá es de apariencia semejante a Lilith, pero siendo Lilith más joven, sensual y bella.
La demonología la muestra como una de las mujeres de Satanás. Se le conoce como la madre de los demonios y como una de las que corrompiera a los ángeles caídos y a su líder Semyazza.
En la tradición  Cabalística, de dice que es la regente de la Qlifá conocida como Nehemot.
A veces en las tradiciones medievales es mencionada como madre de Asmodeo (íncubo consorte de Lilith y padre de Merlín). 
La mitología le atribuye el poder de ser la culpable de ocasionar epilepsia a los niños.
Los eruditos convienen en que su nombre se refiere a su propia naturaleza (complaciente de los dioses).